# مورمون
المورمون هي مجموعة دينية وثقافية متعلقة بالمورمونية، وهي ديانة بدأها جوزيف سميث خلال أواسط القرن التاسع عشر. الغالبية العظمى من المورمون أعضاء في كنيسة يسوع المسيح لقديسي الأيام الأخيرة بينما أقلية أعضاء الكنائس المستقلة الأخرى، يعتبر المورمون أنفسهم جزءًا من الديانة المسيحية. كما يشمل المصطلح كذلك على المورمون من غير المتدينين أو الممارسين. التأثير الثقافي للمورمون متركز ولاية يوتا، بالولايات المتحدة، رغم أن أغلبية المورمون يعيشون خارج الولايات المتحدة.
وقد أصبح للمورمون أتباع في جميع أنحاء الولايات المتحدة وخارجها نتيجة للجهود التبشيرية النشطة التي يبذلها أتباعها. ويشكل المورمون نحو 61% من سكان يوتا و1.7% من سكان الولايات المتحدة. يتواجد المورمون أيضًا بكثافة في ولاية نيفادا وأريزونا وايومنغ، بالإضافة إلى أعداد كبيرة في ولاية كولورادو ومونتانا وواشنطن وأوريغون، وألاسكا وهاواي وكاليفورنيا. كان عدد الأعضاء في كنيسة يسوع المسيح لقديسي الأيام الأخيرة عام 1971 كان حوالي 3 ملايين شخص، واعتبارًا من عام 2018، كان هناك 16.1 مليون عضوًا في جميع أنحاء العالم.
يعتبر منطقة ممر المورمون المعقل الثقافي والديموغرافي للمجتمع المورموني الأميركي. وقد يشار أيضًا للمنطقة باسم «حزام كتاب المورمون» بسبب اعتبار كتاب المورمون كمرجع وجزءاً رئيسياً من الثقافة المورمونية. الممر يتضمن يوتا ووايومنغ وأيداهو وجزء من نيفادا وسان بيرناردينو، كاليفورنيا.
الممارسات الشائعة للمورمون تشمل دفع العشور، الامتناع عن العلاقات الجنسية قبل الزواج، والمشاركة في قيادة الكنيسة، ولامتناع عن العمل يوم الأحد عندما يكون ذلك ممكنًا، أمسيات الأسرة في المنزل والتبشير. تـُحرّمُ كنيسة قديسي الأيام الأخيرة شرب الخمر، وغالبية أتباعها لا يشربون الشاي والقهوة وكل ما يحتوي على الكافيين، كما أنهم لا يدخنون السجائر. وبعض المتشددين من المورمن يمنعون النساء من لبس التنانير القصيرة وسراويل. تشجّع المورمونية على الروابط الأسرية وصلة الرحم وتعطيها مكانة خاصة ويظهر ذلك في تخصيص أمسية السبت والإثنين لِلَم شمل العائلة وعلى أيضًا على إنجاب البنين والأسر الكبيرة. فضلًا عن تشجيع حسن الضيافة والكرم.
مارس المرمون تعدد الزوجات سراً بعد رؤيا رآها في عام 1831 مؤسس المذهب، ثم مورست علناً بعد عام 1852 واستمرت لفترة 50 عاماً ويقدر أن 20 إلى 30 بالمائة من العائلات المورمون كانت متعددة الزوجات وتمارس ذلك كواجب ديني،  وصلت ذروة هذه الممارسة عام 1860 ثم تراجعت بعد ذلك، وبالإضافة للفائدة الدينية من تعدد الزوجات كان لهذه الممارسة بعد اقتصادي لأن كثيرًا من الزوجات كن نساء عازبات عندما وصلن إلى ولاية أوتوا ولا معيل لهم يسنادهن، وقد جلب ممارسة تعدد الزوجات لطائفة المورمون الكثير من العداوة في المجتمع الأمريكي.